# UNULAUNU
UNULAUNU (deutsch „eins zu eins“) war ein italienisch-rumänisches Architektenteam, das von 2010 bis 2020 in Bukarest bestand.

## Partner
Romina Grillo (* 1984 in Como) studierte Architektur an der Accademia di Architettura di Mendrisio und arbeitete bei OMA, Roger Boltshauser und Christian Kerez. Sie lehrte an der AAM und der ETH Zürich bei Raphael Zuber, an der AAM bei Valerio Olgiati und an der ETH Zürich und der AHO Oslo bei Christian Kerez. 2020 gründete sie mit Liviu Vasiu grillovasiu.
Liviu Vasiu (* 1982 in Târgu Mures) studierte Architektur an der Accademia di Architettura di Mendrisio und arbeitete u. a. bei Valerio Olgiati in Flims. 2020 gründete er mit Romina Grillo grillovasiu.
Matei Vlăsceanu (* 1986 in Brasov) studierte Architektur an der UAUIM in Bukarest und an der KU Leuven.
Tudor Vlăsceanu (* 1981 in Brasov) studierte Architektur an der UAUIM in Bukarest und an der TU Delft. Er arbeitete bei OMA in Rotterdam, Graft in Berlin, On Office in Oslo und Dubai und bei Spacegroup in Oslo.
Ciprian Rășoiu (* 1986 in Brasov) studierte Architektur an der UAUIM in Bukarest und an der Universität Stuttgart. Er arbeitete bei Behnisch Architekten in Stuttgart und bei ReDesign Studio in Bukarest.
2018 war das gesamte Team Gastkurator bei OfHouses.

## Werk
- 2010: Rumänischer Pavillon, 12. Architekturbiennale Venedig[4]
- 2018: Ausstellungsintervention, Galerie Kolektiv Belgrad[5]
- 2018: Szenografie Persistence, Chateau Du Seuil

## Preise
- 2008: 1. Preis Isover Passivschule für Matei Vlasceanu und Cipian Rasoiu
- 2014: Weißenhof Architekturförderpreis[6]

## Ausstellungen
- 2010: Rumänischer Pavillon, Architekturbiennale Venedig
- 2016: Exhibition, Weissenhofgalerie Stuttgart

## Vorträge
- 2018: Unulaunu Lecture